# Mswati III.
Mswati III. Svazijský (* 19. dubna 1968) je současný král Svazijského království. Jedná se o posledního absolutistického monarchu v Subsaharské Africe. Král si často získává pozornost mezinárodního tisku při výběru nové ženy, zejména poté, co si v roce 2004 vybral šestnáctiletou svazijskou Miss Teenage. V současné době má 15 žen.
Král je kritizován také za to, že si žije i na poměry západních zemí v luxusu ze státních peněz, přestože obyvatelé jsou obdobně jako ve většině dalších afrických zemí vesměs velmi chudí. Ve Svazijsku je navíc největší výskyt viru HIV na světě.[zdroj?]
Mswati III. je nejmladší z 210 dětí svého otce Sobhuzy II., který měl manželek sedmdesát. Byl narozen jako Mokhosetive, což znamená „král všech národů“. Vyrůstal v královské rezidenci Etjeni, kde měl chůvu sestru své matky. Vzdělání získal na královské škole Masundvwini a na škole Lozitha Palace. Na krále Mswatiho III. byl korunován ve věku 18 let.

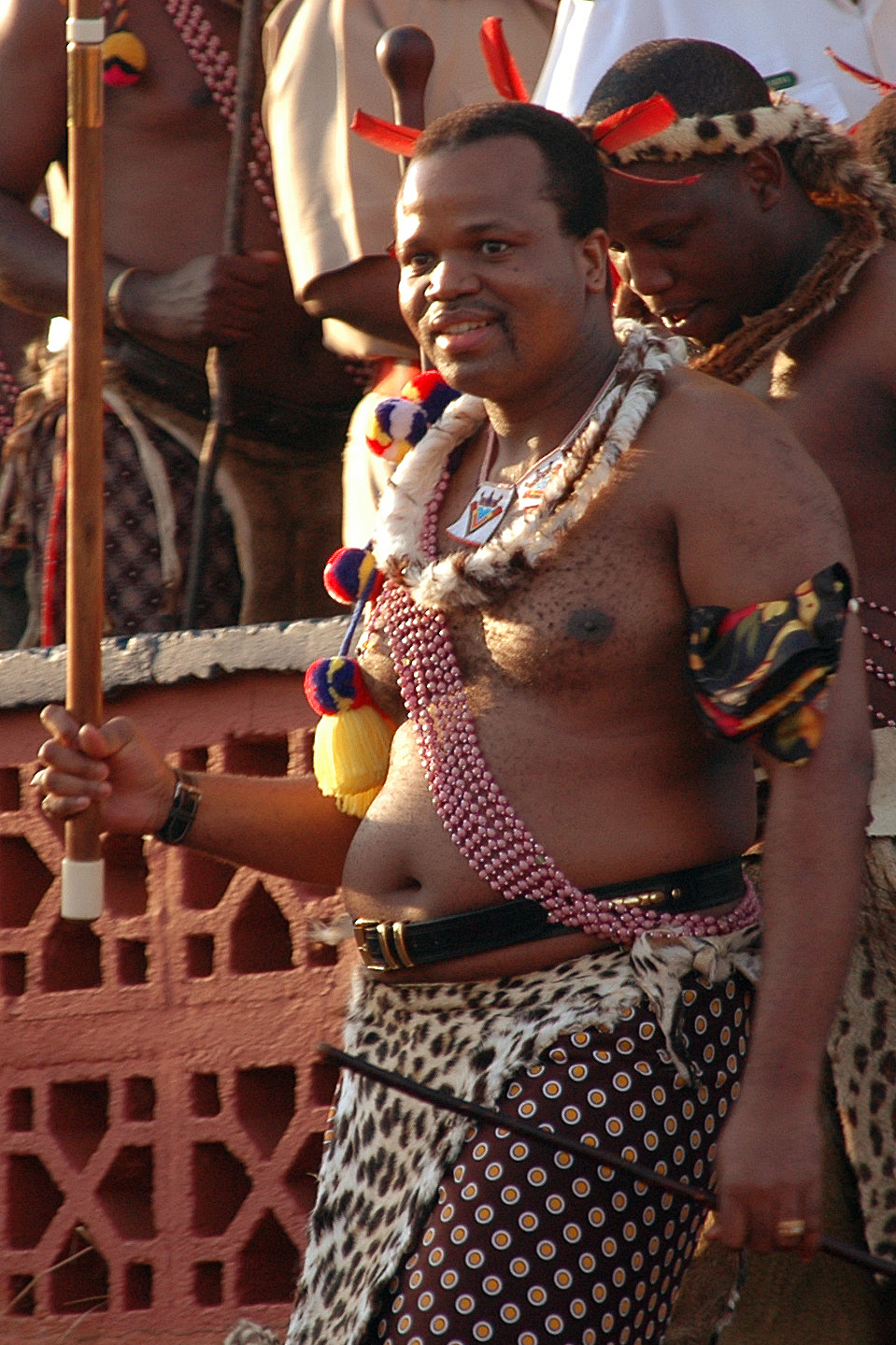
Král Mswati III. během tradičního tance Reed

Jeho oficiální rezidencí je Svazijský královský palác v Lobambě. V posledních letech jej podle médií musely opustit tři královy manželky. Poslední královna LaGija utekla z paláce v roce 2012 s tím, že byla roky týrána. Dvanáctá královna Nothando Dubeová byla údajně bita a týrána poté, co byla přistižena při nevěře s ministrem spravedlnosti. Mswati ji nechal unést a oženil se s ní, když jí bylo teprve 16 let.